# Seroczyn (powiat siedlecki)
Seroczyn (dawne miasto) – wieś w Polsce, położona w województwie mazowieckim, w powiecie siedleckim, w gminie Wodynie. Ma status sołectwa. Leży na skrzyżowaniu dróg wojewódzkich nr 802 Mińsk Mazowiecki – Seroczyn oraz nr 803 Siedlce – Stoczek Łukowski. Obok wsi przepływa rzeka Świder.
W latach 1975–1998 wieś administracyjnie należała do województwa siedleckiego.
Seroczyn uzyskał lokację miejską w 1548 roku. Prawa miejskie do 18 grudnia 1821. Za Królestwa Polskiego istniała gmina Seroczyn.

## Integralne części wsi
| SIMC    | Nazwa    | Rodzaj    |
| ------- | -------- | --------- |
| 0694882 | Koszary  | część wsi |
| 0694899 | Naroże   | część wsi |
| 0694907 | Pociejów | część wsi |

## Historia
Początki osadnictwa na terenie miejscowości sięgają neolitu (od około 5500 do 2300 p.n.e.) Świadczy o tym znalezisko powierzchniowe (dwie siekiery krzemienne oraz inne drobne narzędzia), na piaszczystej wydmie, nad rzeką Świder.
Po raz pierwszy nazwa miejscowości wymieniona jest w dokumencie z 3 sierpnia 1343 roku
Książęta mazowieccy Siemowit III i Kazimierz I, odstąpili Panięcie z rodu Doliwów, kasztelanowi czerskiemu wsie Siekluki i Szczyty w zamian za Seroczyn, Boglewice i Wolę Boglewską.
Od początku XV wieku wieś była własnością skarbnika czerskiego – Wita z Dudy. W roku 1424 właścicielami zostali Głoskowscy. Konrad III Rudy, książę mazowiecki, w 1476 roku wyzwolił ówczesnych właścicieli Seroczyna, Alberta i Jakuba Głoskowskiego od powinności naprawy i budowy zamków. Dzięki staraniom Stanisława Głoskowskiego, w 1547 roku wybudowany został kościół i założona parafia pod wezwaniem Nawiedzenia Najświętszej Maryi Panny. 28 listopada biskup poznański Benedykt Izdbieński wystawił przywilej erekcyjny oraz poświęcił kościół. Był zbudowany z drewna, zawierał cztery ołtarze. Dnia 21 stycznia 1548 roku za zgodą króla Zygmunta Augusta, nastąpiła lokacja miasta na prawie chełmińskim. Seroczyn otrzymał prawo do cotygodniowych targów (środa), dwóch jarmarków w roku (8 maja i 29 września) oraz zwolniony został z podatków na okres 20 lat. Dzięki temu miasteczko bardzo szybko się rozwinęło. Mieszczanie posiadali 43 włóki ziemi, trudnili się głównie rolnictwem. W drugiej połowie XVI wieku zaczęto eksploatować niskoprocentowe, błotne rudy darniowe żelaza. Wybudowano kuźnicę, w której miało zatrudnienie 2 do 3 czeladników.
W roku 1603 wizytacji parafii oraz szkoły dokonał biskup poznański Wawrzyniec Goślicki, którą tak wspominał:
- "Rektorem szkoły jest Jan z Stoczka, sam około kościoła bez kantora, człowiek prosty i ubogi. Domów dla wikarych i na szkołę nie ma. Pan Kolator przyobiecał je wystawić."

Od drugiej połowy XVI wieku, do roku 1621, właścicielami miejscowości byli Krzyccy. Od roku 1621 do połowy XVIII wieku – Oborscy. W roku 1676 Marcin Oborski, starosta liwski otrzymał potwierdzenie praw miejskich.
Wybudowany w 1547 roku kościół chylił się ku upadkowi, toteż ówczesny właściciel, Karol Oborski – kasztelan bracławski wybudował nowy w 1728 roku.
Od połowy XVIII do połowy XIX wieku miejscowość należała do Cieszkowskich. Podczas powstania listopadowego przed bitwą pod Stoczkiem stacjonował tu Fiodor Geismar wraz ze swoim wojskiem. Od połowy XIX wieku, majątek w Seroczynie należał do rodziny Wernerów.
W powstaniu styczniowym ludność tutejsza brała udział m.in. poprzez: dostarczanie żywności, opatrywanie ran powstańcom i lanie kul. Wielu mieszkańców brało czynny udział w zrywie narodowym. Przykładem może być ksiądz Wawrzyniec Lewandowski, który za pomoc udzielaną powstańcom został rok później powieszony. Seroczyn stracił prawa miejskie w 1869 roku.
Pod koniec XIX wieku zbudowano gorzelnię, owczarnię, trzy młyny wodne, dwa folusze, tartak oraz cegielnię.
W latach 1909 – 1913 z inicjatywy ówczesnego proboszcza Michała Beneta zbudowano nowy, neogotycki kościół, według projektu inżyniera Zygmunta Zdańskiego. Od roku 1905, rozpoczęto potajemne nauczanie dzieci w języku polskim. W roku 1908 powstała szkoła polska staraniem Polskiej Macierzy Szkolnej. W roku 1925 rozpoczęto budowę szkoły powszechnej, którą została oddana do użytku w 1926, budynek w całości ukończono rok później. W 1934 roku utworzono Uniwersytet Powszechny, dla absolwentów szkoły podstawowej.
W okresie międzywojennym, istniały w Seroczynie: cztery sklepy spożywcze, jeden z tkaninami, olejarnia, dwa młyny, dwie piekarnie, zakład kowalski, szewski i rzeźnia.
16 października 1938 roku odbyła się uroczystość poświęcenia pomnika oraz Powszechnej Szkoły Podstawowej, której patronem został ksiądz Wawrzyniec Lewandowski. Odsłonięcia pomnika w imieniu premiera Felicjana Sławoja Składkowskiego dokonał starosta siedlecki Stanisław Guliński.

### II wojna światowa
Podczas wojny obronnej 1939 w dniach 12 i 13 września miała tu miejsce bitwa żołnierzy 5 pułku piechoty Legionów (1 Dywizja Piechoty Legionów im. J. Piłsudskiego) oraz 11 dywizjonu pancernego (Mazowiecka Brygada Kawalerii) z oddziałami niemieckiej Dywizji Pancernej „Kempf”. Wkrótce po napaści Niemiec na Polskę dnia 1 września 1939 r. skutki działań wojennych dotarły do Seroczyna. Niemiecka propaganda przedstawiała niemiecki atak na Polskę jako uzasadniony akt obrony koniecznej. Ale zbrodniczy charakter działań żołnierzy niemieckich był już oczywisty, dlatego trwała powszechna ucieczka przed nimi. Od pierwszych dni września przez Seroczyn płynęła rzeka kolumn cywilnych uchodźców oraz oddziałów Wojska Polskiego ustępujących pod naporem wroga. Wszyscy kierowali się na południowy wschód, który wówczas wydawał się bezpieczny.
Rajd niemieckiej dywizji pancernej „Kempf” od Mławy na południe miał na celu zamknięcie wielkiego kotła na wschód od Wisły, poprzez ich połączenie z niemiecką Grupą „Süd” atakującą Polskę od południa. Skutkiem powodzenia takiego manewru miało być zajęcie Warszawy już 10 września 1939.
Gdzieś musiało nastąpić przecięcie tych dwóch rzek: rzeki ustępujących polskich wojsk i wlewającej się na teren Polski rzeki wojsk niemieckiego agresora. To przecięcie nastąpiło w Seroczynie. W wielowątkowej bitwie w Seroczynie i okolicy po stronie niemieckiej początkowo uczestniczyła grupa bojowa „Steiner” Dywizji Pancernej „Kempf”, która 12 września zajęła Seroczyn od wschodu. Pozostałe dwie grupy bojowe Dywizji „Kempf” przemieszczały się dalej drogą z Siedlec, tzn. grupa „Landgraf” znajdowała się w rejonie Stoczka Łukowskiego i grupa „Kleinheisterkamp” zmierzała do Żelechowa.
Posiadający kilka samochodów pancernych wz. 29, 11. dywizjon pancerny Mazowieckiej Brygady Kawalerii (z Armii „Modlin”) dowodzony przez mjr. Stefana Majewskiego 12 września, celem dołączenia do macierzystej brygady, zmierzał na południowy wschód. Koło Siennicy do 11 dywizjonu dołączyły dwa napotkane samochody pancerne wz. 34
z 61 dywizjonu pancernego. Po godz. 9, tuż za Seroczynem, pierwszy pluton, będący w straży przedniej, trafił na straż przednią jadącego z Siedlec niemieckiego oddziału grupy bojowej „Steiner”, składająca się z Pionier-Batallion 505. i kompanii pancernej SS „Späh”. W skład niemieckiego oddziału wchodziła kompania motocyklistów, pluton samochodów pancernych oraz pluton działek ppanc i dział piechoty (po 4 działa). W krótkiej potyczce dwa niemieckie samochody pancerne zostały zniszczone, lecz po stracie jednego Ursusa (trafionego z działka ppanc) polski oddział musiał cofnąć się za wzgórze i do miasta. Wkrótce nieprzyjaciel rozwinął siły i wkroczył do Seroczyna, wypierając polskie oddziały za rzekę Świder. Przed drugą fazą boju spotkaniowego, mjr Majewski dołączył do swojego dywizjonu wszystkich żołnierzy napotkanych w okolicy, którzy utworzyli pluton pieszy pod dowództwem oficera łączności dywizjonu por. J. Hermana, baterię artylerii stojącą w pobliskim lesie bez koni oraz nowo przybyłą 62. kompanię czołgów rozpoznawczych (TKS). Następnie, polskie siły ruszyły do ataku przez rzekę, ale atak nie powiódł się. Samochody pancerne atakowały na wprost przez most, lecz pierwszy samochód, który przejechał most, został zniszczony pociskiem z działka ppanc, podczas gdy tankietki na prawym skrzydle utknęły na podmokłych łąkach. Następnie kontratak sił niemieckich wspartych czołgami i artylerią zmusił Polaków do wycofania w kierunku Garwolina ok. godz. 13. Polskie straty w tym boju wyniosły dwa samochody wz. 29, jeden (lub dwa) wz. 34 i 1 tankietkę z 11. dywizjonu i kilka z 62. kompanii. Mimo wycofania broni pancernej Polacy utrzymali się na pozycjach na zachód od Seroczyna, gdzie zablokowali Niemcom drogi Seroczyn – Żebraczka i Seroczyn – Borki. Ponadto w wielu miejscach Polacy przerwali drogę Żebrak – Seroczyn, odcinając Niemcom zaopatrzenie. Oddziały grupy „Landgraf” próbujące przebić się ze Stoczka Łukowskiego na północ w celu odblokowania drogi zostały ostrzelane i nie przywróciły zaopatrzenia.
13 września o godz 4:00 od strony Oleksianki i wsi Borki rozpoczął się silny atak 5 pułku piechoty Legionów im. Józefa Piłsudskiego 1 Dywizji Piechoty Legionów na Seroczyn, gdzie znajdowała się grupa bojowa „Steiner”. Do godz 8:30 Niemcy znajdowali się pod gwałtownym ogniem polskiej broni maszynowej oraz polskiej artylerii ze Strachomina, ponosząc wielkie straty. Potem o godz 10:30 Niemcy dostali wsparcie 12 czołgów z grupy „Landgraf”, które kilka razy kontratakowały oddziały polskiego pułku. Te czołgi atakowały też wieś Borki, ale dostały się pod ogień polskich dział przeciwpancernych, które unieruchomiły kilka czołgów. W tej sytuacji II batalion pułku obszedł Seroczyn od północy zdobywając szturmem rejon wsi Wodynie, rozbijając po drodze drugi rzut sztabu Dywizji Pancernej „Kempf” i przerywając drogę Siedlce – Stoczek, całkowicie odcinając Niemcom drogę zaopatrzenia dla grup „Steiner”, „Landgraf” i „Kleinheisterkamp”. Niemiecka kolumna z zaopatrzeniem, składająca się z wielkiej ilości ciężarówek, została doszczętnie zniszczona. Zdobyto nawet osobiste wyposażenie generała Kempfa, w tym jego kalesony. W ten sposób Niemcy w Seroczynie znaleźli się w okrążeniu, bez paliwa i bez ochoty do walki, bliscy klęski. Walki w Seroczynie ustały dopiero wieczorem 13 września. Dwa bataliony polskiego pułku ponoszące główny wysiłek w tej bitwie stopniały do dwóch kompanii. W Wodyniach cały dzień trwały walki, gdyż Niemcy próbowali przebić się kolumnami czołgów na północ w celu odblokowania drogi. Jednak ich próby nie powiodły się, gdyż polskie działa przeciwpancerne zniszczyły wiele czołgów, którym brakowało już paliwa. Zdolność do działania Niemcy odzyskali po zaopatrzeniu w paliwo (4000 l.), które 14 września zrzuciły samoloty Junkers Ju 52. Mimo to nie zdołali przebić się przez polską blokadę drogi w Wodyniach. Przy nieudanych próbach przebicia się zużyli całe paliwo w czołgach. Dlatego 16 września wylądował samolot dostarczając im jeszcze 2.000 l. paliwa. Dopiero tego dnia udało im się przebić przez Wodynie i przywrócić funkcjonowanie drogi zaopatrzenia.
O zaciętości walk świadczy, że po obu stronach nie brano jeńców. Niemcy także ponieśli poważne straty, a ich posuwanie się ku Wiśle zostało powstrzymane na pewien czas, dzięki czemu przez tę lukę zdołała wycofać się na południe Grupa Operacyjna Kawalerii gen. Andersa, która 13 września opanowała Cegłów, Połczankę i Siennicę w celu umożliwienia pozostałym jednostkom kontynuowania marszu na południe i wschód. Do Grupy dowodzonej przez gen. Andersa dołączyli wycofani spod Seroczyna pancerniacy dowodzeni przez mjr. Majewskiego. Już razem przemieszczali się w kierunku Tomaszowa Lubelskiego.
Zakończenie bitwy w Seroczynie skutkowało uwolnieniem sił niemieckich, które w tej sytuacji mogły przygotowywać się do generalnego ataku na Pragę (prawobrzeżną część Warszawy), planowanego na 16 września. Ale ten atak nie nastąpił, gdyż generał Werner von Fritsch, który miał dowodzić tym atakiem, został zabity 15 września w miejscowości Cechówka dziś Sulejówek.
Bitwa w Seroczynie to jedna z najcięższych i najbardziej zaciętych bitew we wrześniu 1939 roku. Tak wspomina niemiecki oficer:
- "[...]Straty nasze ogółem wynosiły 40 zabitych i 120 rannych [...] Jeńców nie brano po obu stronach, wskutek czego było wielkie rozgoryczenie[...]"

Po stronie Polaków straty były większe. Poległo 146 żołnierzy i tyle samo było rannych. 29 mieszkańców ukrywających się w piwnicy, zostało zamordowanych, 12 osób rozstrzelano.
W czasie wojny kilkanaście osób zostało wywiezionych na roboty przymusowe. Około 80 procent budynków spłonęło. Wszyscy Żydzi, którzy tu mieszkali (w okresie międzywojennym było ich około 120), zostali wywiezieni przez Niemców do obozu koncentracyjnego w Treblince. Ogółem w latach 1939-1945 życie straciło 72 osoby z parafii, w tym około 55 z samej miejscowości Seroczyn. Podczas wojny działały tutaj oddziały Armii Krajowej.

### Po 1945 r.
Po wojnie była tu siedziba Gromadzkiej Rady Narodowej. Z majątku ostatnich właścicieli, Wernerów utworzono Państwowe Gospodarstwo Rolne. W latach sześćdziesiątych istniała w Seroczynie Szkoła Przysposobienia Rolniczego. W latach siedemdziesiątych, reżyserujący film "Noce i dnie" Jerzy Antczak wszystkie sceny filmowego Serbinowa kręcił na terenie Seroczyna. W latach 1975–1998 miejscowość należała administracyjnie do województwa siedleckiego. Kręcono tu scenę zbierania nenufarów w stawie przez Karola Strasburgera w filmie Noce i dnie z 1975 w reżyserii Jerzego Antczaka. Od 1991 roku co roku w rocznicę uchwalenia Konstytucji 3 maja odbywa się festyn. Głównym punktem imprezy są biegi lekkoatletyczne. W dniu 26 marca 2009 roku wizytę w Seroczynie złożył ówczesny Prezydent Polski prof. Lech Kaczyński.

## Osoby związane z Seroczynem
- Kajetan Karol Cieszkowski
- Wawrzyniec Lewandowski

## Zabytki
Do zabytków miejscowości można zaliczyć:
- neorenesansowy pałac w stylu willi włoskiej (2 poł. XIX w.),
- dwór (1 poł. XIX w.),
- neogotycki kościół (1 poł. XX w.),
- szkoła i pomnik ks. W.Lewandowskiego (1 poł. XX w.),
- nagrobki właścicieli majątku Seroczyn (od 1 poł. XIX w.),
- gorzelnia (1 poł. XX w.).

## Instytucje
- Zespół Szkół w Seroczynie
  - Szkoła Podstawowa im. ks. W.Lewandowskiego
  - Publiczne Gimnazjum
  - Przedszkole Samorządowe
- Parafia rzymskokatolicka Nawiedzenia Najświętszej Maryi Panny
- Stacja Doświadczalna Oceny Odmian w Seroczynie[12]
- Przychodnia Zdrowia
- Urząd Pocztowy 08-116
- Filia Gminnej Biblioteki Publicznej
- Ochotnicza Straż Pożarna

## Rezerwat
Atrakcją miejscowości jest także rezerwat Dąbrowy Seroczyńskie i Kulak